# Vuarrens
Vuarrens est une commune suisse du canton de Vaud, située dans le district du Gros-de-Vaud. Citée dès 1147, elle fait partie du district d'Échallens de 1803 à 2007. La commune est peuplée de 1 102 habitants en 2023. Son territoire, d'une surface de 8,96 km2, se situe dans la région du Gros-de-Vaud.

## Géographie

### Situation
Le territoire de Vuarrens s'étend sur 8,96 km2. Lors du relevé de 2013-2018, les surfaces d'habitations et d'infrastructures représentaient 6,2 % de sa superficie, les surfaces agricoles 69,6 %, les surfaces boisées 24,1 % et les surfaces improductives 0,0 %.	
La commune est située dans la région du Gros-de-Vaud, au nord d'Échallens à la croisée des routes Moudon - Orbe et Lausanne - Yverdon-les-Bains. Elle s'étend de la vallée du Buron et ses forêts (bois du Tronc, bois des Râpes et bois Bretoneire) en direction de l'est sur une crête au-dessus de la vallée du Sauteru ; c'est sur cette crête que se trouve le point culminant de la commune avec 704 mètres d'altitude.
Outre le village de Vuarrens, la commune compte également les hameaux de Vuarrengel, Chollet, Salagnon et Le Chauchy, ainsi que quelques fermes isolées.

### Transports
Au niveau des transports en commun, Vuarrens fait partie de la communauté tarifaire vaudoise Mobilis. Le bus CarPostal reliant Yverdon-les-Bains à Échallens s'arrête dans la commune. Elle est également desservie par les bus sur appel Publicar, qui sont aussi un service de CarPostal.

## Histoire
Le village de Vuarrens, originellement situé dans une simple clarière au milieu d'une forêt, doit son nom soit au mot Warus qui signifie enceinte, soit à Waro, nom d'une famille romaine établie dans la région. Il est cité dès 1147, bien qu'une villa romaine ait été découverte sur les lieux lors de fouilles menées en 1828. Le village devint une paroisse dès 1228 et resta une possession de l'évêque de Lausanne jusqu'à l'Ancien Régime où il fut intégré au bailliage d'Yverdon.
Avant la période bernoise, le village de Vuarrens appartient à l'évêché de Lausanne, hormis quelques arpents appartenant au prieuré de Lutry ainsi qu'aux seigneurs de Bourjod.
Le nom de la commune apparaît en 1147 sous la forme de Vuarens puis en 1177 sous la forme de Warens. Le village ainsi que le hameau de Vuarrengel comportent quarante-deux feux en 1416, et de nombre descend à vingt-sept en 1453.
Lors de la révolution vaudoise, Vuarrens supprime ses droits féodaux avec une année d'avance. En effet, le seigneur est Pierre-Élie Bergier mais il est aussi membre de la chambre administrative du canton du Léman et par la suite membre du gouvernement au Petit Conseil du canton de Vaud. Son créancier, Jean-François Paul Grand, s'occupe prendre tous les droits du seigneur Bergier pour les revendre à la commune faisant ainsi disparaître les droits féodaux de ce dernier.

## Toponymie
Vuarrens se nomme Vuarin en patois vaudois, et Vuarrengel est appelé Vuarindzî.

## Politique
Lors des élections fédérales suisses de 2011, la commune a voté à 24,48 % pour l'Union démocratique du centre. Les deux partis suivants furent le Parti socialiste suisse avec 22,72 % des suffrages et les Verts avec 20,70 %.
Lors des élections cantonales au Grand Conseil de mars 2011, les habitants de la commune ont voté pour le Parti libéral-radical à 35,10 %, l'Union démocratique du centre à 29,69 %, le Parti socialiste à 16,67 %, les Verts à 14,69 %, le Parti bourgeois démocratique, les Vert'libéraux à 3,44 % et Vaud Libre à 0,42 %.
Sur le plan communal, Vuarrens  est dirigé par une municipalité formée de 5 membres et dirigée par un syndic pour l'exécutif et un Conseil communal, composé de 35 élus, dirigé par un président et secondé par un secrétaire, pour le législatif.

## Population et société

### Surnom
Les habitants de la commune sont surnommés lè Bâ ou Bâo (les Bœufs, en patois vaudois).

### Démographie

#### Évolution de la population
La commune compte 1 102 habitants au 31 décembre 2023 pour une densité de population de 123 hab/km2. Sur la période 2010-2023, sa population a augmenté de 42,6 % (canton : 18,6 % ; Suisse : 9,4 %).  

#### Pyramide des âges
En 2023, le taux de personnes de moins de 30 ans s'élève à 39,9 %, au-dessus de la valeur cantonale (34,6 %). Le taux de personnes de plus de 60 ans est quant à lui de 13,8 %, alors qu'il est de 22,5 % au niveau cantonal.
La même année, la commune compte 568 hommes pour 534 femmes, soit un taux de 51,5 % d'hommes, supérieur à celui du canton (49,1 %).
| Hommes | Classe d’âge | Femmes |
| ------ | ------------ | ------ |
| 0,4    | 90 ans ou +  | 0,4    |
| 3,9    | 75 à 89 ans  | 3,7    |
| 10,7   | 60 à 74 ans  | 8,4    |
| 23,6   | 45 à 59 ans  | 24,0   |
| 21,5   | 30 à 44 ans  | 23,8   |
| 19,2   | 15 à 29 ans  | 18,4   |
| 20,8   | - de 14 ans  | 21,3   |

| Hommes | Classe d’âge | Femmes |
| ------ | ------------ | ------ |
| 0,6    | 90 ans ou +  | 1,4    |
| 6,5    | 75 à 89 ans  | 8,7    |
| 13,5   | 60 à 74 ans  | 14,3   |
| 20,9   | 45 à 59 ans  | 20,9   |
| 22,3   | 30 à 44 ans  | 21,7   |
| 19,6   | 15 à 29 ans  | 17,7   |
| 16,6   | - de 14 ans  | 15,3   |

#### Langues et religions
En 2000, la langue la plus parlée est le français, avec 528 personnes (94,3 %). La deuxième langue est l'allemand (15 ou 2,8 %). Sur le plan religieux, la communauté protestante est la plus importante avec 387 personnes (69,1 %), suivie des catholiques (95 ou 17 %). 45 personnes (8 %) n'ont aucune appartenance religieuse.

### Vie locale
La commune compte plusieurs sociétés et associations locales, parmi lesquelles une société de jeunesse active, une fanfare, un chœur mixte et quelques clubs sportifs dont une société de tir, un club de football et un club de pétanque. Une association pour l'animation de Vuarrens a été créée en 2005 avec, pour objectif, d'organiser différents spectacles musicaux ou humoristiques en particulier.

## Économie
L'économie communale est principalement tournée vers l'agriculture, l'arboriculture fruitière et l'élevage. Cependant, depuis la seconde moitié du XXe siècle, le village a connu un développement important comme zone résidentielle pour des personnes travaillant à Échallens, Yverdon ou en région lausannoise. La commune compte un certain nombre de commerces locaux, dont un hôtel restaurant.

## Culture et patrimoine

### Patrimoine bâti
Le temple de Vuarrens est inscrit comme bien culturel d'importance régionale dans la liste cantonale dressée en 2009.

### Héraldique
| Blason de Vuarrens | Blason  | Coupé au 1 parti d'argent et de gueules à deux ciboires de l'un en l'autre ; au 2 de sinople à la gerbe d'or. |
| Blason de Vuarrens | Détails | Les armoiries de la commune reprennent celles de 1903 en les simplifiant. La partie du haut représente le chapitre de Lausanne dont Vuarrens dépendait avant la période bernoise. La partie du bas représente l'activité agricole fortement pratiquée dans la commune. Les armoiries de la commune sont simplifiées en 1924 et adoptées et approuvées par le canton de Vaud en 1926. |
| Blason de Vuarrens | Alias   | Parti d'argent et de gueules, chargé d'une lettre V surmontée d'une tête de Bœuf et accostée de deux épis. Cette première version date de 1903, elle se trouve sur une assiette commémorative du centenaire du canton de Vaud. |